# Microphysis lansbergei
Microphysis lansbergei là một loài bọ cánh cứng trong họ Cerambycidae.